# Univerzalni koordinirani čas
Univerzalni koordinirani čas (po mešanici francoskega izraza temps universel coordonné in angleškega izraza coordinated universal time se zanj uporablja kratica UTC) je mednarodno sprejet standardni čas. Vezan je na definicijo sekunde s sevalnimi prehodi cezijevega atoma. Ker se tako definiran mednarodni atomski čas zaradi upočasnjevanja vrtenja Zemlje razhajal z astronomsko določenim časom, ga občasno 31. decembra ali 30. junija popravijo z vstavitvijo dodatne prestopne sekunde. Tako usklajeni čas se imenuje univerzalni koordinirani čas.
Pri vremenskih napovedih, načrtih poleta, v kontroli zračnega prometa in njihovih načrtih in definiciji zapisa časa se uporablja univerzalni koordinirani čas, pogovorno označen kot "zulu čas" (zulu time), posebej še v vojski Združenih držav Amerike, z namenom, da bi se izognili zmedi zaradi različnih časovnih pasov in poletnega/zimskega časa, ki se uporablja in velja v različnih delih sveta.
UTC zaostaja za greenwiškim srednjim časom ali ga prehiteva za največ 0,9 sekunde.